# Асахі (гора)
Гора Асахі — діючий вулкан, розташований у Хіґасікаві, повіту Камікава, острова Хоккайдо. Це головна вершина гірського хребта Дайсецузан, яка має висоту над рівнем моря 2291 м. Гора Асахі є найвищою вершиною Хоккайдо.

## Опис
Раніше висота була встановлена на рівні 2290 м, але була переглянута до 2291 м Управлінням геопросторової інформації Японії в 2008 році На вершині гори встановлена точка тріангуляції (2290,9).
Вулкан Асахі складається з пірокластичного конуса, утвореного на висоті 1600 м, лавового плато на західній стороні, на вершині розташовано підковоподібний вибуховий кратер, на схилах фумароли все ще активні.
На північний схід від вулкана розташована гора Мамія (2185 м), на сході — вулкан Усіро-Асахі (2216 м).
Річка Піукенай (права притока річки Чубецу) бере початок від гори Асахі.

### Вулканічна історія
Вулкан Асахі почав бути активним приблизно 15 000 років тому, за час існування він мав чотири активні періоди:
- 5000 років тому вершина вулкану мала руйнування через падіння шлаку. За останні 3000 років не було значних магматичних вивержень

- між 3000 і 2000 роками утворився підковоподібний кратер через обвал на західній стороні вершини

- впродовж останніх 1000 років відбувалися часті парове виверження

- вулканічна діяльність 500—600 років тому створила групу невеликих кратерів на схилах вулкану Асахі. Останнє виверження було у середині 18 сторіччя.

## Туризм
Канатна дорога Асахі пролягає на західному схилі, починається від торгового центру міста Хігасікава, біля підніжжя гори (1100 м над рівнем моря) та закінчується на 5-ї станції альпіністської траси (1600 м над рівнем моря) в районі озер. Взимку ця дорога використовується для підйому на гору лижників.
Сезон сходження на гору триває з кінця червня до початку жовтня, лижний сезон на Асахі має найдовший відкритий період в Японії з грудня по травень. Туристичний центр Асахі розташовний поруч з канатною дорогою та озером.
Тропа від канатної дороги зручна, підйом займе майже 3 годин, спуск приблизно 2 години 30 хвилин, можна від Асахі пройти також до гори Куродаке, або здійснити багатоденний маршрут по хребту Дайсецузан.

## Панорама
Вид на гори Дайсецузан, що піднімаються на північний захід від вершини гори Асахі
Вид на гори з району Нісекінкойва

## Галерея

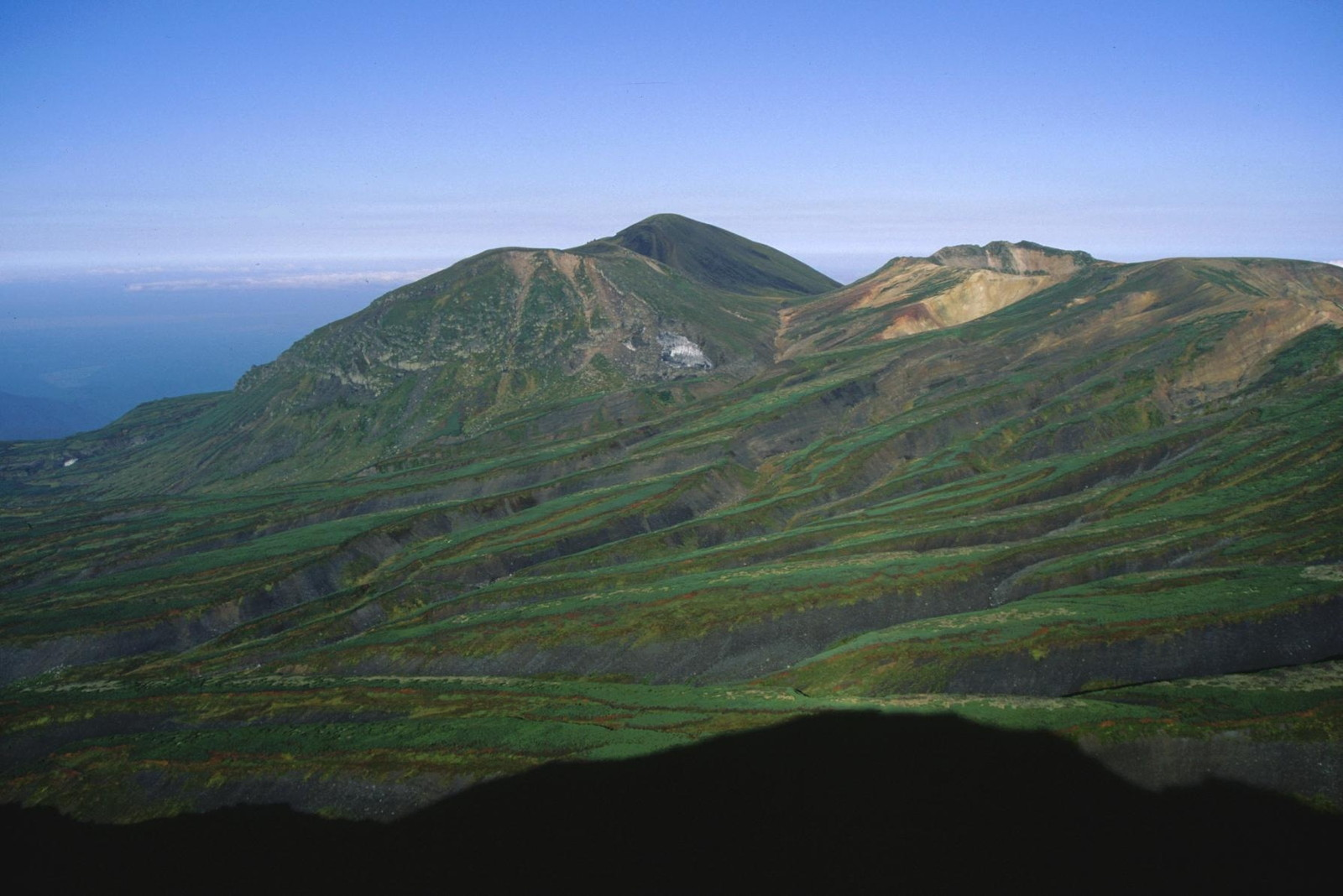
З гори Хакуундаке
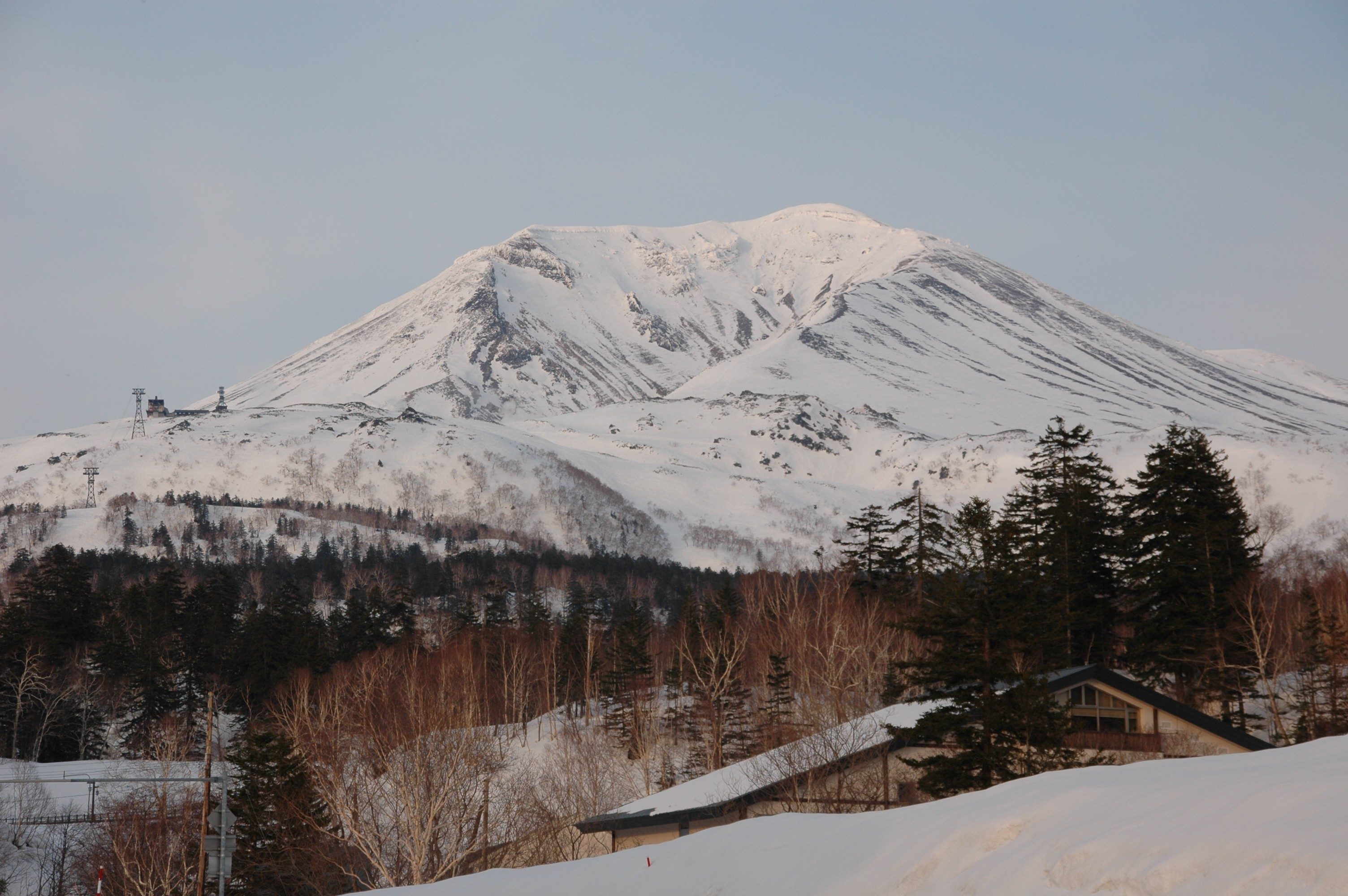
З боку Асахідаке
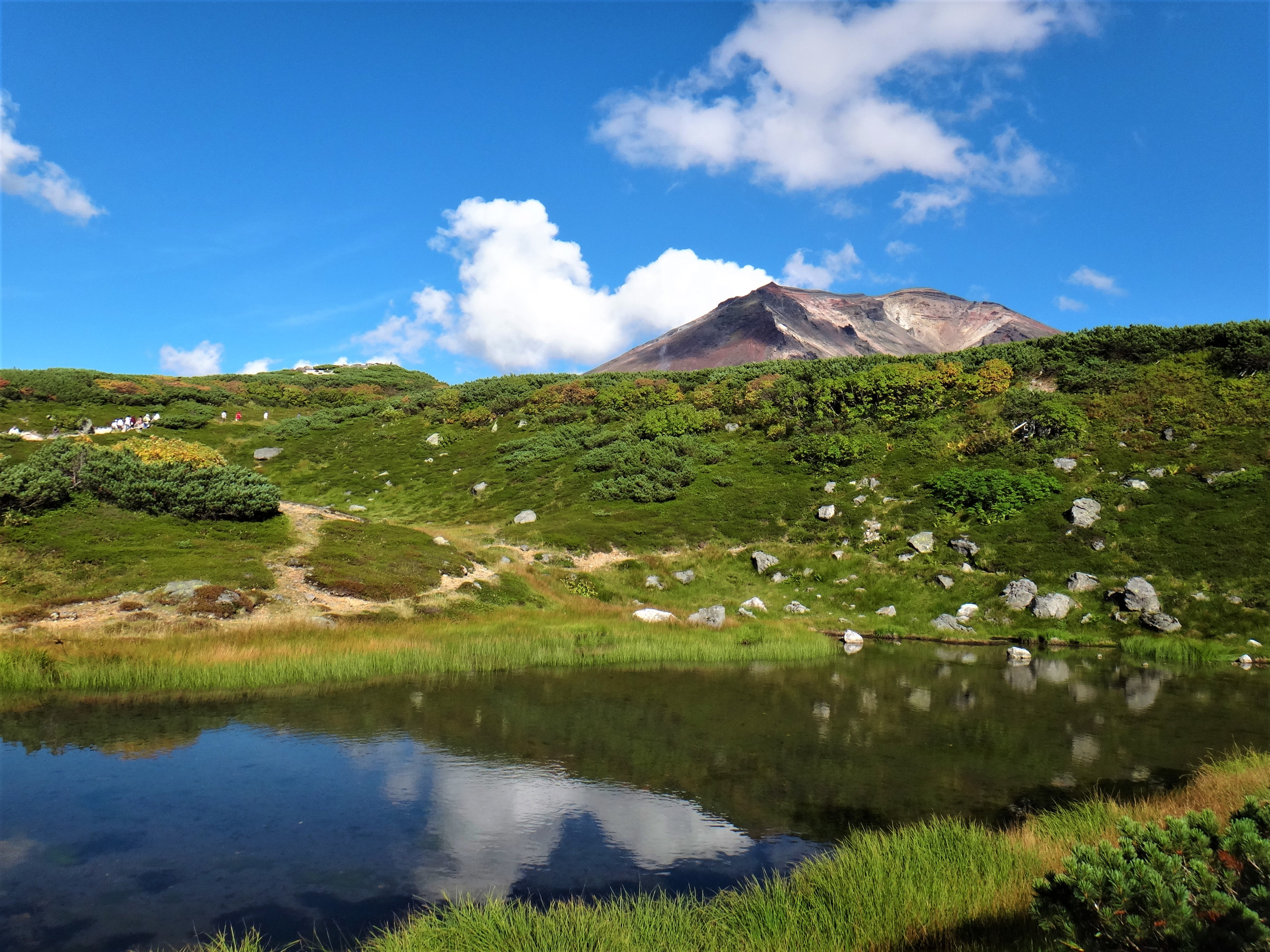
Гора Асахі
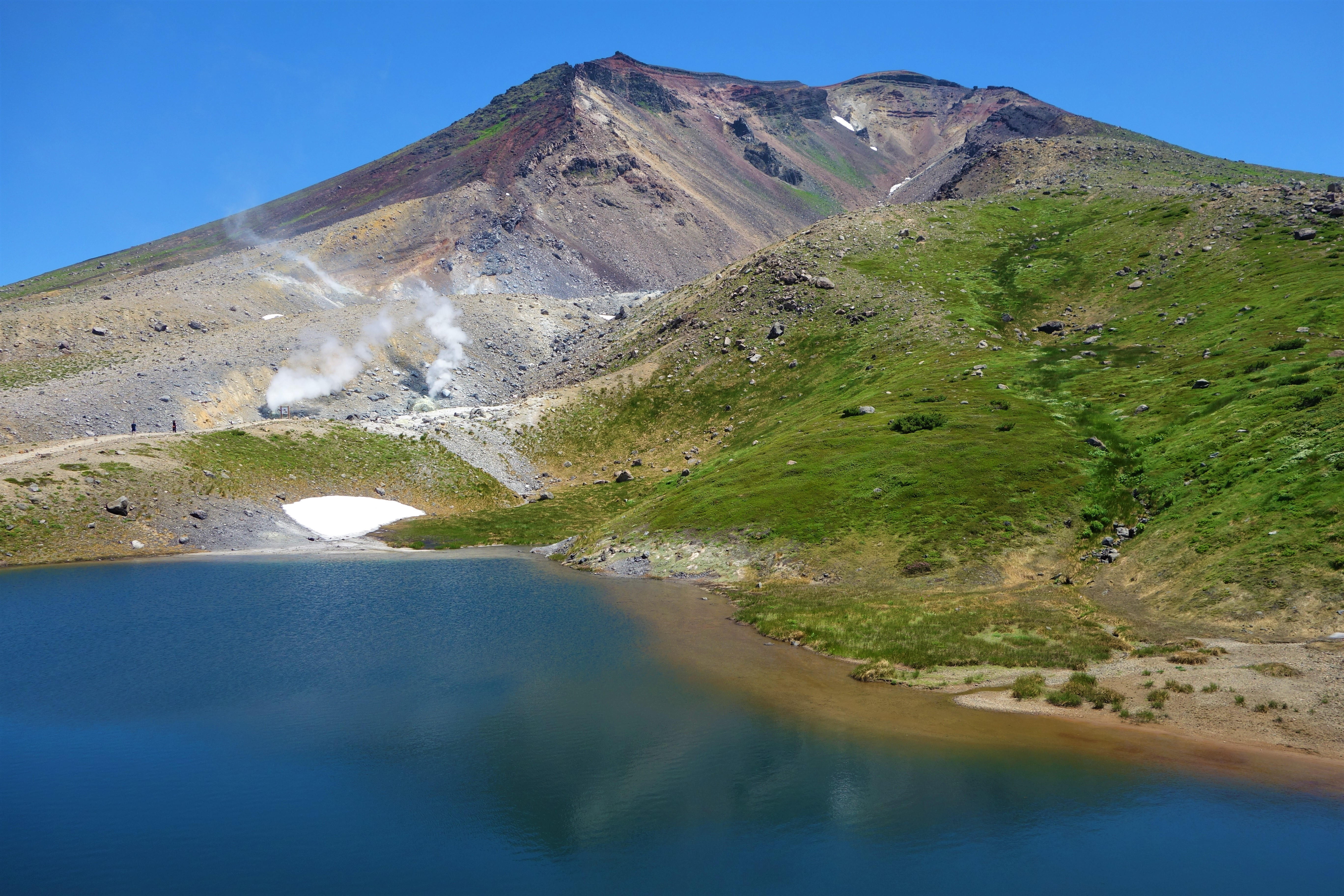
Гора Асахі від Сугатамі
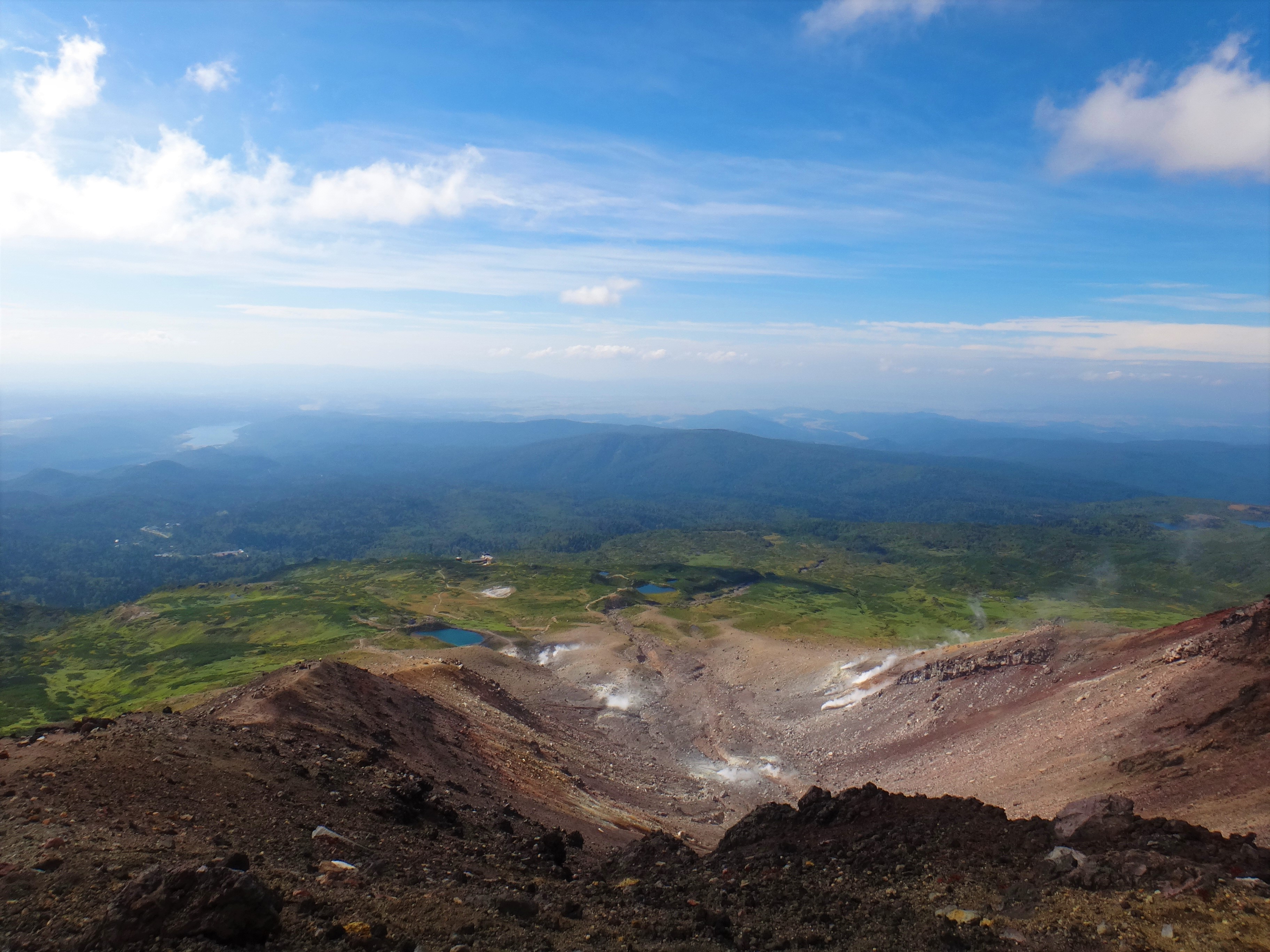
Вид з гори Асахі на озера (західний схил)
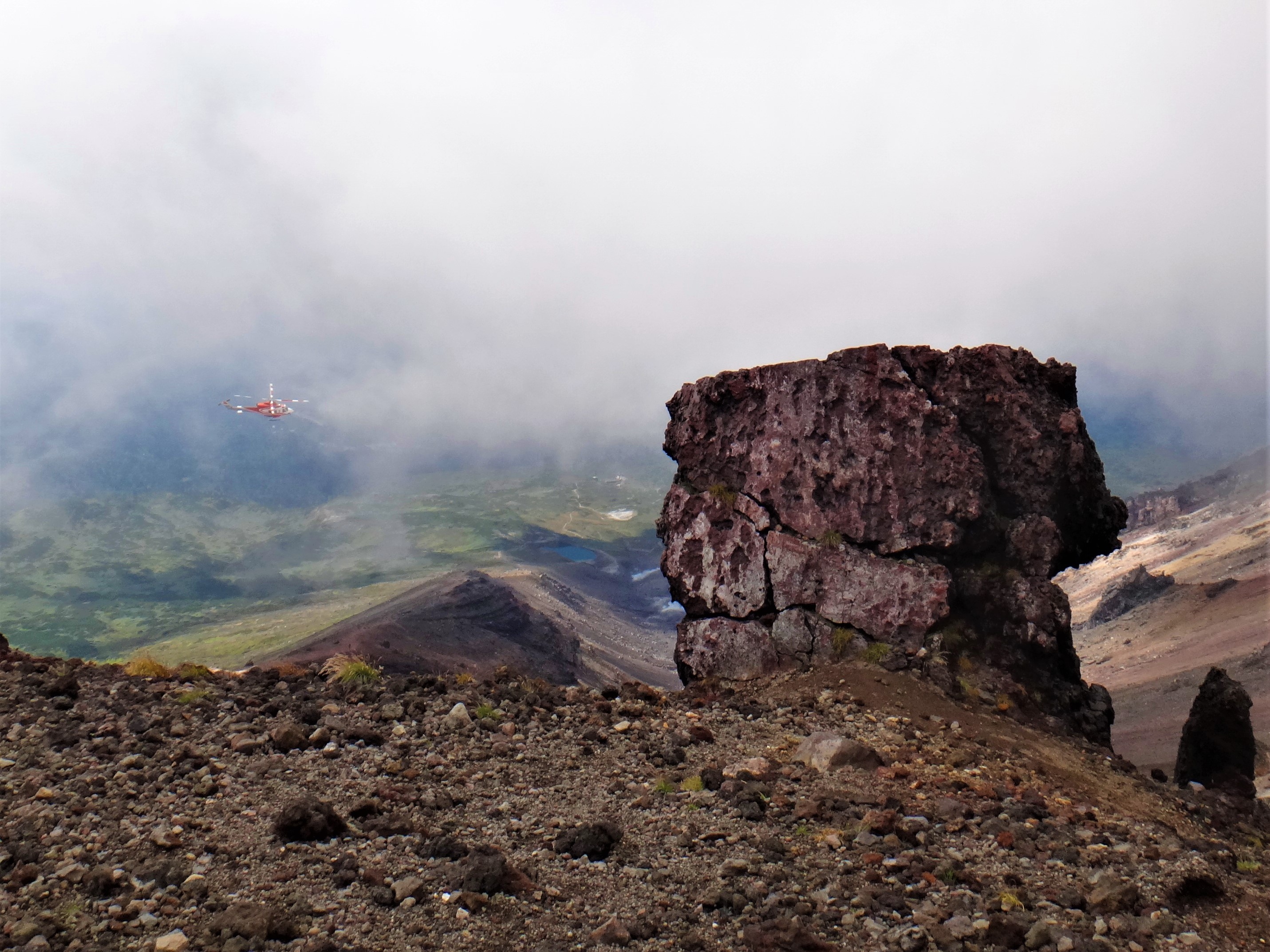
Вид з гори гори Асахі
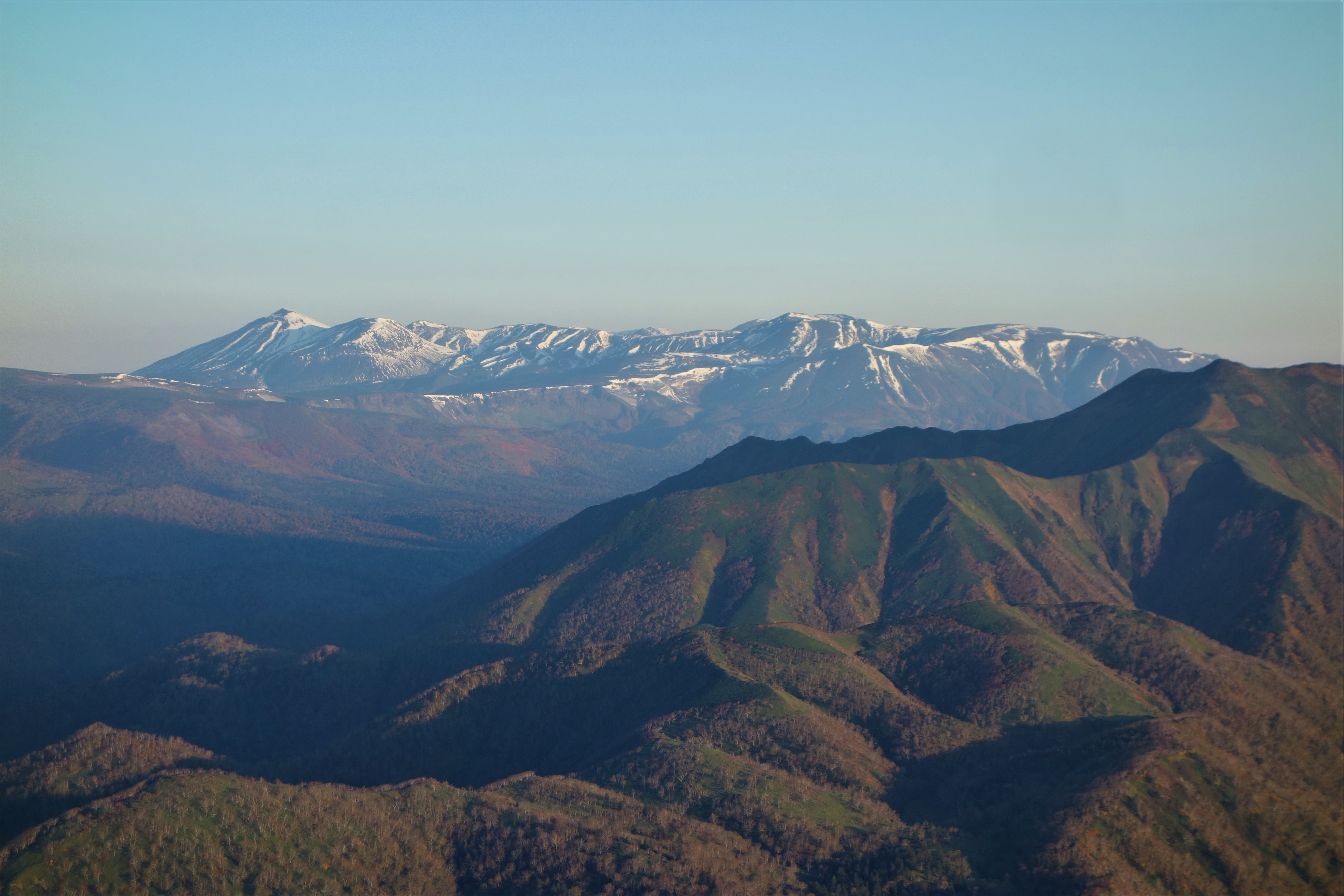
Вид на Дайсецузан
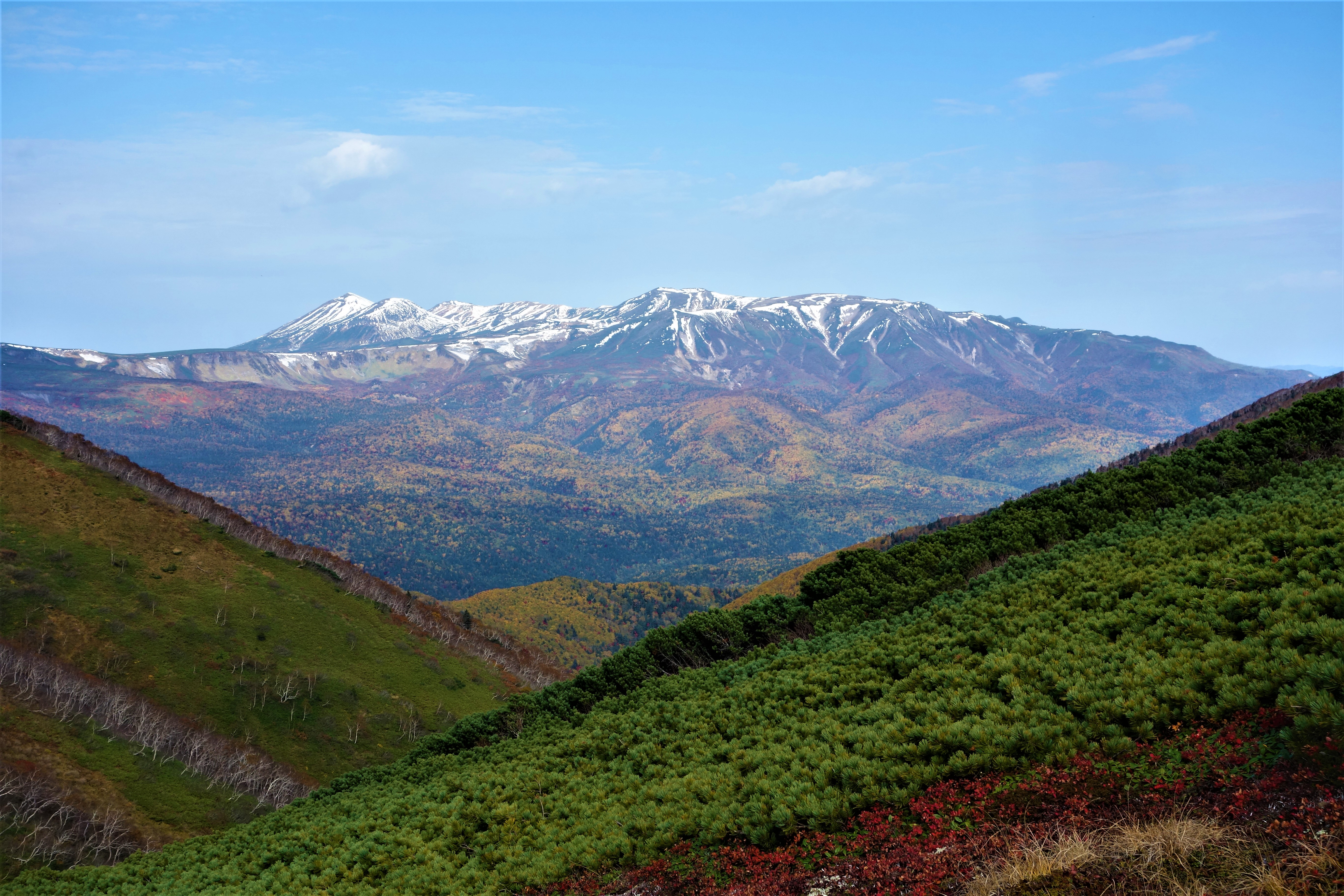
Хребет  Дайсецузан в снігу